# F. Scott Fitzgerald
Francis Scott Key Fitzgerald (sinh ngày 24 tháng 9 năm 1896 tại thành phố Saint Paul, Minnesota, mất ngày 21 tháng 12 năm 1940 tại thành phố Los Angeles, California) là một nhà văn nổi tiếng người Mĩ. Những tác phẩm của ông được biết đến rộng rãi bởi âm hưởng và tinh thần từ Thời đại Jazz, đây cũng là cụm từ được chính Fitzgerald phổ biến từ tập truyện ngắn Truyện kể Thời đại Jazz (Tales of Jazz Age). Ông cũng được biết tới là một trong những cây bút nổi bật của Thế hệ đã mất với tác phẩm nổi tiếng nhất là Gatsby vĩ đại (The Great Gatsby).

## Cuộc đời

### Những năm tháng đầu đời

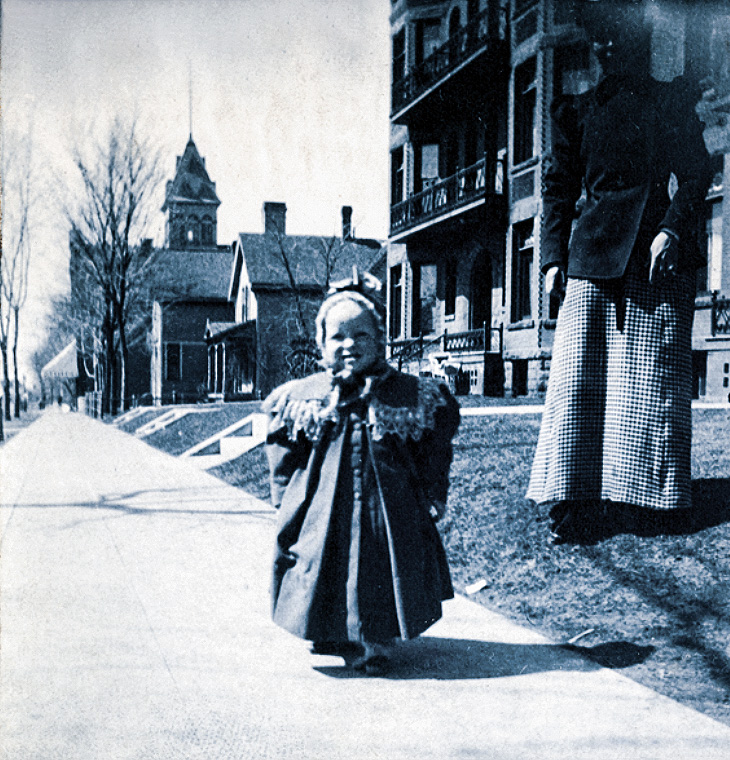
Fitzgerald khi một tuổi và mẹ của ông. Bức ảnh được chụp năm 1897, trước sân nhà ông ở St. Paul, Minnesota.
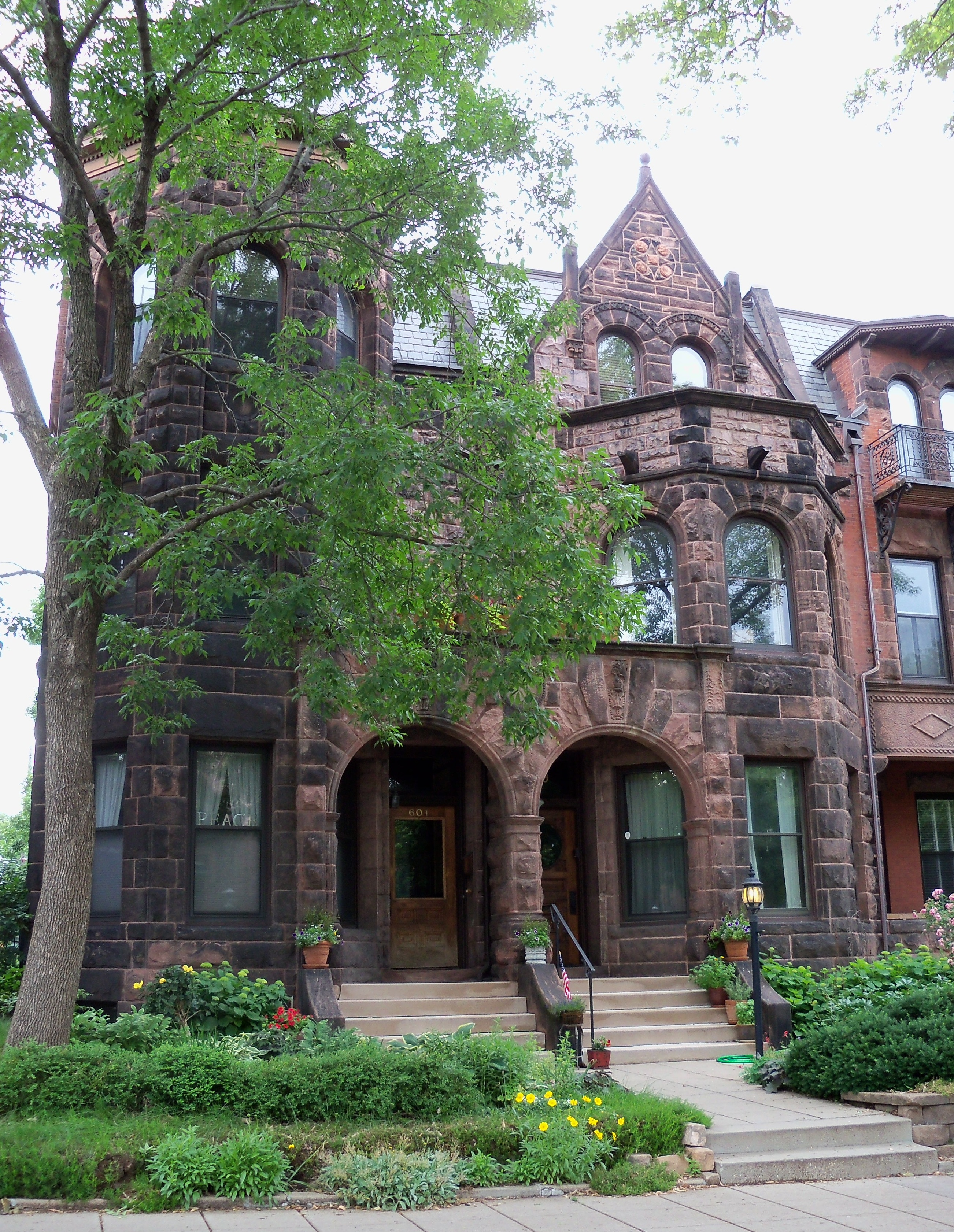
Ngôi nhà của gia đình ông ở St. Paul, Minnesota. Đây là nơi gắn bó với Fitzgerald những năm đầu đời.
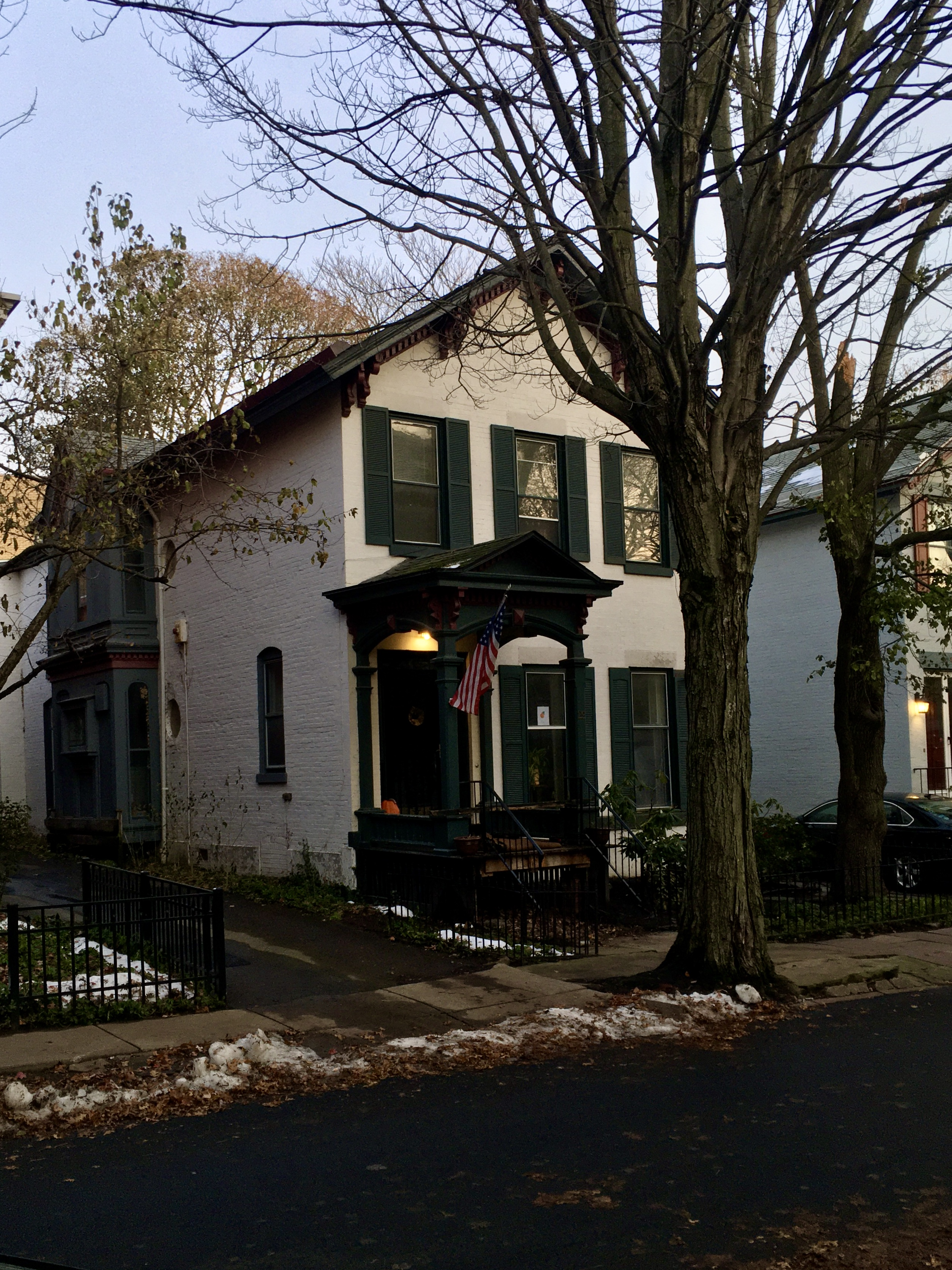
Ngôi nhà của gia đình ông ở Buffalo, New York. Đây là ngôi nhà về sau gia đình ông chuyển đến.

Scott Francis Fitzgerald sinh ngày 24 tháng 9 năm 1896 trong một gia đình trung lưu theo đạo Công giáo, ở thành phố Saint Paul, Minnesota, Hoa Kì. Tên của ông được đặt theo một người họ hàng xa là Francis Scott Key, người đã sáng tác phần lời cho bản Quốc ca Hoa Kì. Mẹ ông là Mary McQuillan Fitzgerald, con gái của một thương nhân thực phẩm giàu có gốc Ai-len. Cha ông là Edward Fitzgerald, một ông chủ cửa hàng nội thất, định cư ở Minnesota từ Maryland sau cuộc Nội chiến Hoa Kì. Ông có họ hàng bên đằng nội với Mary Surratt, người bị treo cổ năm 1865 vì dính dáng đến cuộc ám sát tổng thống Abraham Lincoln.
Một năm sau khi Fitzgerald được sinh ra, công việc làm ăn của bố ông thất bại. Cả gia đình chuyển đến Buffalo, New York, nơi cha ông nhận công việc làm một người bán hàng cho P&G. Ông dành mười năm đầu đời của mình ở Buffalo và Syracuse. Ông được bố mẹ gửi vào trường Công giáo ở địa phương để theo học. Fitzgerald khi còn là một đứa trẻ đã được nhiều người đánh giá là thông minh và có niềm say mê với văn học.
Năm 1908, P&G sa thải bố của Fitzgerald và gia đình ông quay lại St. Paul. Thời điểm này ông Edward Fitzgerald trở nên nghiện rượu nặng và không đi làm, nhưng bà Mary (nhờ vào tiềm lực kinh tế của gia đình mình) vẫn cố gắng để duy trì gia đình có đời sống tương đối đầy đủ. Ông tiếp tục được gửi vào những ngôi trường công giáo ở St. Paul và New Jersey. Khi học trung học ở New Jersey, một cha xứ tên là Sigourney Fay đã phát hiện ra tài năng viết lách của Fitzgerald và đã khuyến khích ông theo nghiệp viết văn.

### Princeton và Ginevra King
Sau khi tốt nghiệp trung học ở New Jersey, Fitzgerald ghi danh vào Đại học Princeton và trở thành một trong số ít những sinh viên ở đây theo đạo Công giáo (trường này có truyền thống theo đạo Kháng Cách Hà Lan). Ở kí túc xá của Princenton, ông ở cùng phòng với John Biggs Con (sau này sẽ trở thành Thẩm phán Liên bang). Trong thời gian học đại học, ông cũng kết bạn với Edmund Wilson và John Peale Bishop, cả hai sau để trở thành những nhà văn có tiếng. Vì có khả năng viết rất tốt, ông đã sáng tác rất nhiều thơ, truyện ngắn và kịch để đăng lên tạp chí của trường như Princenton Triangle Club, Princenton Tiger và Nassau Lit.
Những năm theo học Princenton của Fitzgerald không có gì nổi bật ngoài việc ông thường xuyên bỏ học để đi uống rượu. Dù đã rất xuất sắc để trúng tuyển vào, Fitzgerald lại bỏ bê việc học và bị cuốn vào đời sống thượng lưu của những nam sinh nhà giàu ở đây. Năm học đầu tiên, ông thường xuyên lui tới quán rượu để nhậu thay vì đi đến giảng đường, đây cũng là lí do khiến ông mắc chứng nghiện rượu, căn bệnh về sau sẽ hủy hoại cuộc đời ông.
Vào kỉ nghỉ đông của năm học thứ hai, Fitzgerald quay trở về quê nhà St. Paul để đón Giáng Sinh. Lúc này, ông gặp cô bé mới 16 tuổi Ginevra King, con gái của một nhà môi giới cổ phiếu giàu có từ Chicago và cả hai đã nảy sinh tình cảm. Cả hai yêu nhau một thời gian dài. Cô chính là hình mẫu cho các nhân vật Isabelle Borgé trong Bên đây vườn địa đàng (This Side of Paradise) và Daisy Buchanan trong Đại gia Gatsby. Dù rất yếu nhau, nhưng cha của Givevra đã cấm cô cưới Fitzgerald vì cho rằng ông không có gia cảnh tương xứng. Sau khi bị Givevra King từ chối, ông nhập ngũ để tham gia Thế chiến thứ I. Chỉ huy nơi ông đóng quân chính là Dwight D. Eisenhower, người sau này sẽ trở thành Tổng thống Mĩ. Hi vọng sẽ có ít nhất một cuốn tiểu thuyết trước khi sang Châu Âu tham chiến, Fitzgerald đã hoàn thành một tác phẩm, mà sau chính là phần đầu tiên của tiểu thuyết Bên đây vườn địa đàng.

### Quân đội và Zelda Sayre

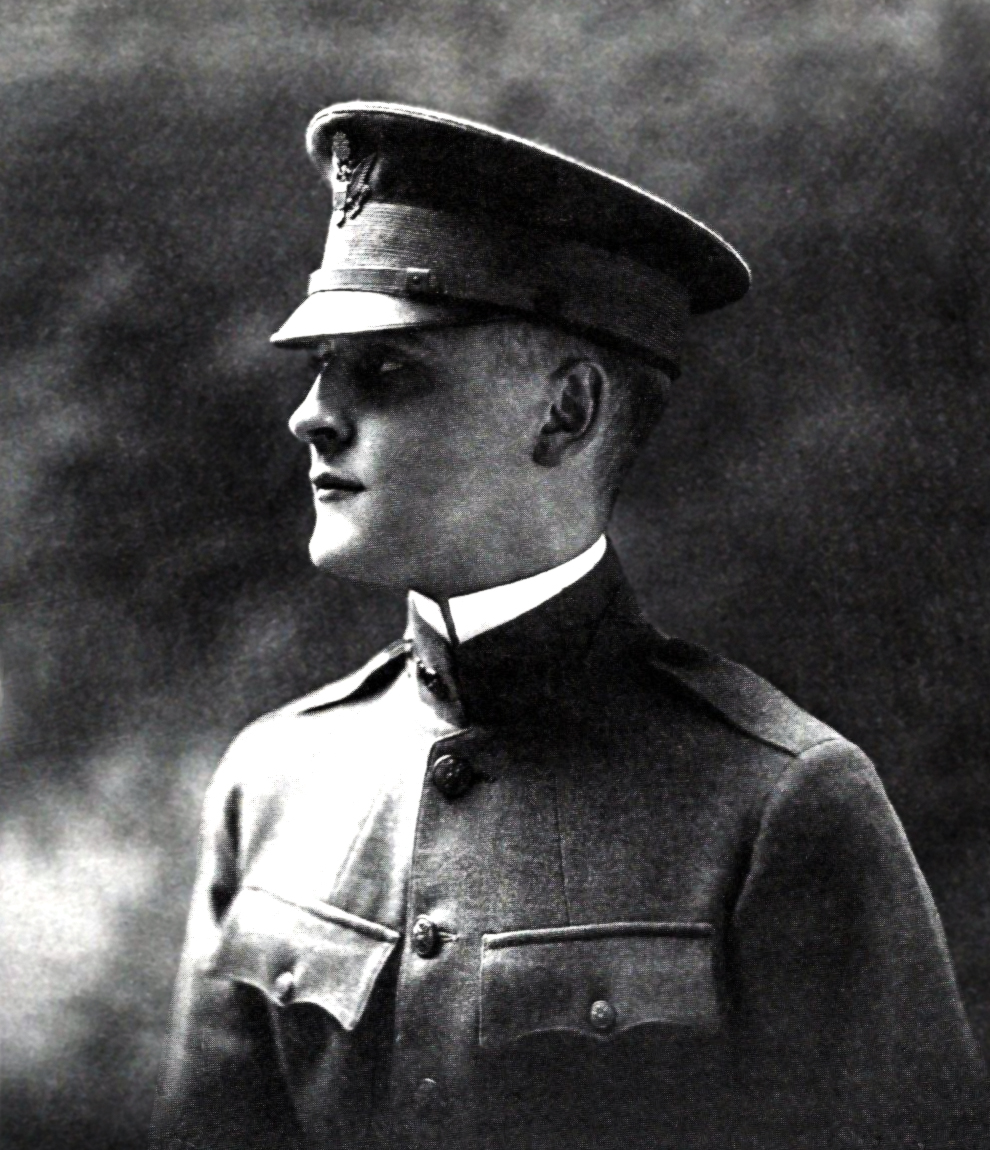
Ảnh chụp Fitzgerald mặc quân phục năm 1917. Mặc dù vậy ông chưa bao giờ được cử đến mặt trận Châu Âu để tham chiến mà chỉ đóng quân ở Kansas. Bộ quân phục này cũng được Fitzgerald đặt may riêng và chụp lại để gửi tới bố của Ginevra King, với mong muốn ông sẽ đổi ý để mình được kết hôn với cô.

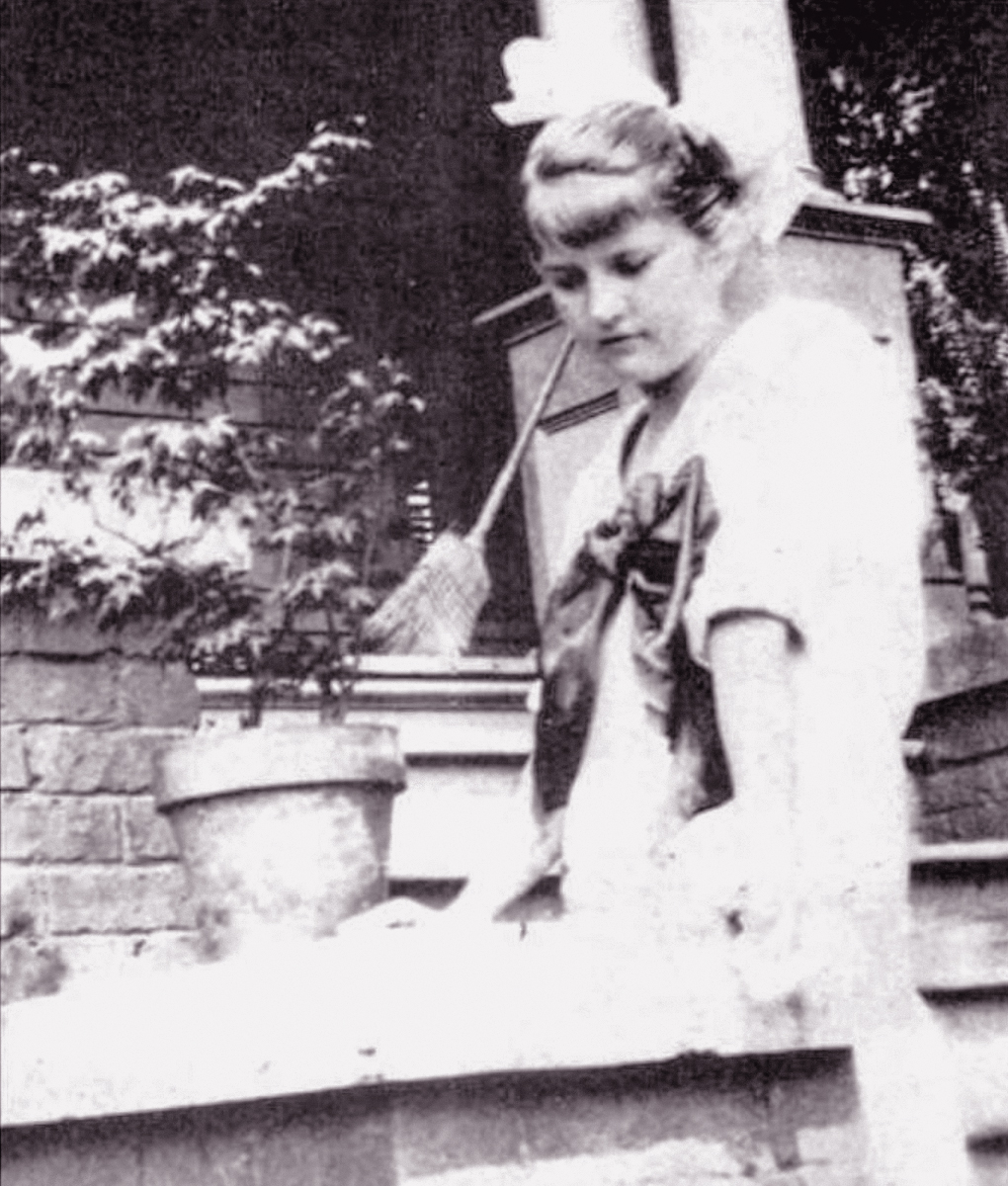
Zelda Sayre lúc trẻ, ảnh chụp khoảng những năm 1910.

Mùa hè năm 1918, Fitzgerald được điều tới đóng quân ở Montgomery, Alabama. Tại đây, để quên đi mối tình đầu, ông đã hẹn hò với rất nhiều cô gái. Trong một lần đến câu lạc bộ đồng quê, ông đã gặp Zelda Sayre, khi đó mới 17 tuổi, con gái của một gia tộc chính trị có tiếng ở Alabama. Ông và Zelda bắt đầu tìm hiểu nhau, dù vậy Fitzgerald vẫn không thể quên đi Ginevra. Zelda là một trong những cô gái nổi tiếng ở tiểu bang, và chỉ ba ngày sau khi Ginevra cưới một thương gia giàu có ở Chicago, Fitzgerald chính thức ngỏ lời với Zelda.
Mối tình của cả hai bị gián đoạn một thời gian khi Fitzgerald được điều tới đóng quân ở New York. Lúc này Mĩ vừa kí hiệp định đình chiến với Đức, và chiến tranh đã kết thúc.
Ông xin xuất ngũ và trong thời gian duyệt hồ sơ, ông quay lại Montgomery và hẹn hò với Zelda. Một thời gian sau, Fitzgerald cầu hôn với Zelda, dù vậy bà đã từ chối và nói rằng sẽ chỉ đồng ý chỉ khi nào ông có đủ tiềm lực kinh tế.
Tháng 2 năm 1919, Fitzgerald chính thức được xuất ngũ. Ông chuyển đến New York những không xin được một công việc nào trong những tòa soạn báo. Để kiếm tiền, ông đành nhận viết quảng cáo và bắt đầu sự nghiệp viết văn của mình. Trong giai đoạn này ông vừa đi làm, vừa gửi thư đến Zelda. Ông cầu hôn với bà hai lần những đều bị từ chối. Bạn bè và gia đình hai bên đều phản đối mối quan hệ này, bởi vì nhà Zelda có gốc là người Kháng cách Ê-cốt, ngoài ra họ còn nghi ngại về vấn đề kinh tế và chứng nghiện rượu của Fitzgerald.
Về sau ông đạt được những thành tự nhất định trong nghề quảng cáo, có đủ tiền để thuê một căn hộ và bắt đầu cho ra những tác phẩm văn học. Dù vậy ông chỉ bán được một truyện ngắn tên là Những em bé trong rừng (Babies in the Wood) với giá 30 đô-la.

### Giai đoạn khó khăn và buổi đầu sự nghiệp viết văn

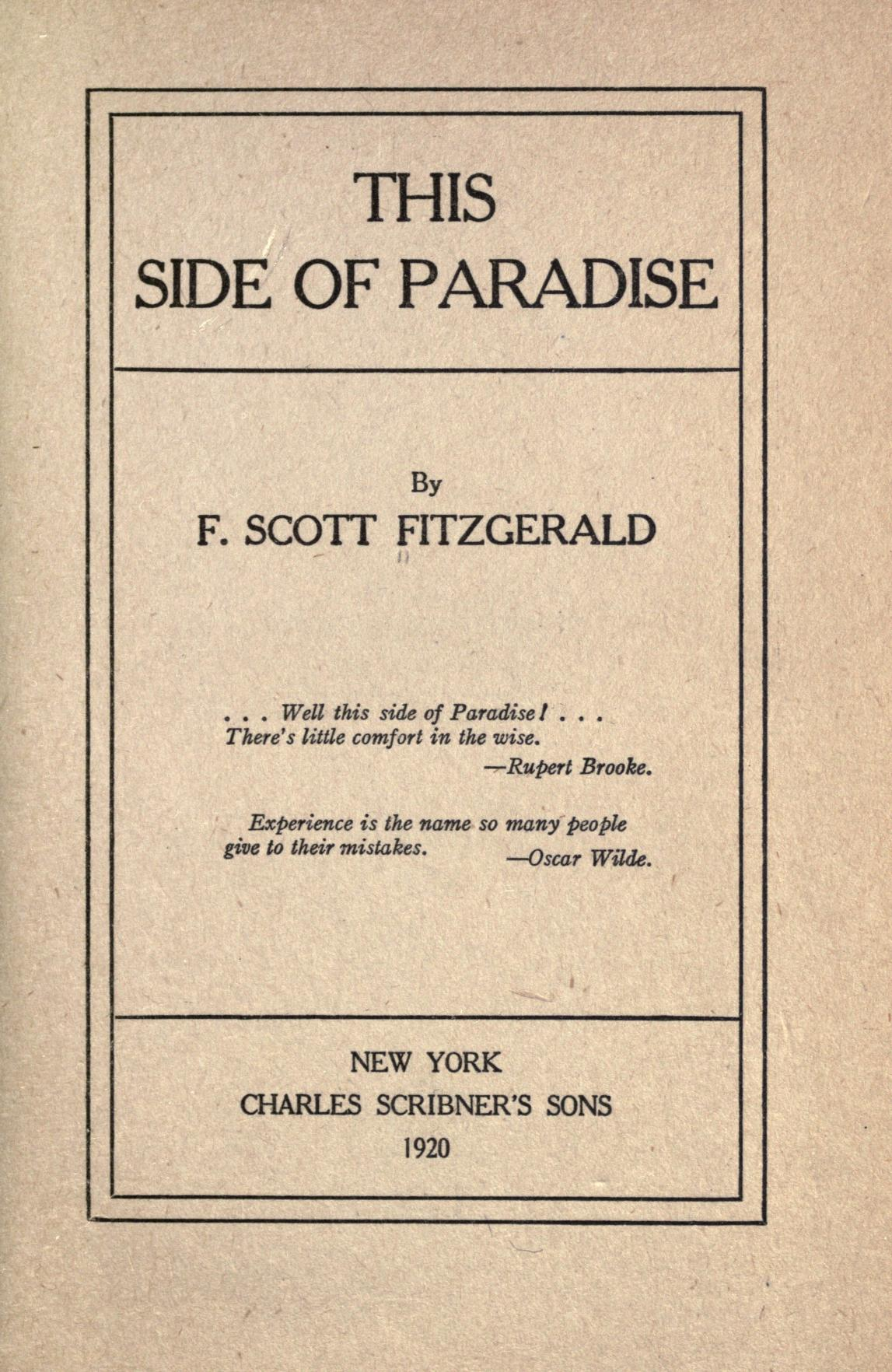
Trang bìa Bên đây vườn cực lạc trong lần xuất bản đầu tiên.

Thất bại trong việc làm giàu ở New York, tháng Sáu năm 1919, Zelda chính thức từ chối lời cầu hôn của Fitzgerald. Đây là giai đoạn Mĩ ban bố lệnh Cấm rượu, cũng như thời hưng thịnh của nhạc Jazz. Fitzgerald rơi vào khủng hoảng khi phải làm một nghề ít tiền là viết quảng cáo, sự nghiệp sáng tác ảm đạm và bị hai người phụ nữ từ chối. Ông từng có lúc đã suýt tự tự tử, lúc nào cũng mang một khẩu súng súng ngắn ổ xoay bên mình.
Tháng Bảy, ông bỏ việc ở New York và quay về St. Paul. Trở về nhà trong sự ê chề, Fitzgerald phải sống trên gác mái ngôi nhà của bố mẹ ông. Lúc này ông đã quyết định dành hết tâm huyết của mình vào viết văn, quyết định "được ăn cả ngã về không". Ông hoàn thành bản thảo viết trong giai đoạn Thế chiến thứ I và đặt tên cho nó là Bên đây vườn địa đàng, lấy cảm hứng từ những mối tình với Ginevra, Zelda và những cô gái khác thời ông theo học Princeton.
Trong lúc hoàn thiện cuốn tiểu thuyết, ông nhận công việc sửa chữa ở một xưởng xe nhỏ. Một buổi tối mùa thu năm 1919, khi chàng trai trẻ Fitzgerald kiệt sức trở về sau cả ngày dài làm việc, một người đưa thư đã đưa ông bức điện tín nói rằng nhà xuất bản Scribner đã chấp nhận bản thảo của ông. Fitzgerald đã vui sướng đến nỗi ông đã chạy quanh dãy nhà của mình, hò hét thông báo tới mọi người.
Cuốn tiểu thuyết đầu tay của ông, Bên đây vườn cực lạc chính thức ra mắt ngày 26 tháng 3 năm 1920. Cuốn sách bán được hơn 40,000 bản trong năm đầu tiên.
Lần ra mắt của Fitzgerald quá đỗi thành công, khiến danh tiếng của ông được biết đến khắp trên nước Mĩ. Những nhà phê bình như Mencken gọi đây là "cuốn tiểu thuyết xuất sắc nhất năm", báo chí thì ca ngợi đây là một trong những tác phẩm chân thực nhất về đời sống sinh viên ở Mĩ. Sự thành công này làm những tác phẩm trước đã bị từ chối của ông cũng được xuất bản và chú ý.
Danh tiếng đem lại cho Fitzgerald cơ hội viết thêm những truyện ngắn và rất nhiều tiền. Zelda quay lại đồng ý lời cầu hơn với ông vì giờ ông đã có đủ tiền để lo cho bà. Dù lúc bấy giờ ông không còn yêu bà như trước, nhưng cả hai vẫn quyết định cưới nhau. Về sau, ông thú nhận rằng ngay sau khi kết hôn, cả hai dường như không còn yêu nhau nữa, mối quan hệ khi ấy giống như bạn bè hơn là tình yêu.

### Thành phố New York và Thời đại nhạc Jazz
Sống trong khách sạn Biltmore sang trọng ở New York, Firzgerald và Zelda trở thành những người nổi tiếng với đại chúng. Cả hai có đời sống vô cùng xa hoa và phóng khoáng, đã từng có lúc khách sạn Biltmore muốn cả hai phải rời đi vì sự nổi tiếng và hành động phóng túng của cả hai làm phiền những vị khách khác.

## Tác phẩm chọn lọc

### Tiểu thuyết
- 1920 – Bên đây vườn cực lạc
- 1922 – Đẹp và đáng nguyền rủa
- 1922 – Viên kim cương lớn bằng tòa nhà Ritz (Tiểu thuyết ngắn)
- 1925 – Gatsby vĩ đại
- 1934 – Dịu dàng là đêm
- 1941 – Nhà tài phiệt cuối cùng cuối cùng (chưa hoàn thành)

### Truyện ngắn
- 1920 – "Cung điện băng"
- 1920 – "Bernice cắt kiểu tóc Bob"
- 1920 – "May Day"
- 1922 – "Dị nhân Benjamin"
- 1922 – "Những giấc mơ mùa đông"
- 1924 – "Sự tha tội"
- 1926 – "Cậu bé giàu"
- 1931 – "Thăm lại Babylon"